# Старе Серби
Старе Серби (пол. Stare Serby, нім. Lerchenberg) — село в Польщі, у гміні Глогув Глоговського повіту Нижньосілезького воєводства. Населення — 113 осіб (2011).
У 1975-1998 роках село належало до Легницького воєводства.

## Демографія
Демографічна структура станом на 31 березня 2011 року:
|          | Загалом | Допрацездатний вік | Працездатний вік | Постпрацездатний вік |
| -------- | ------- | ------------------ | ---------------- | -------------------- |
| Чоловіки | 52      | 10                 | 40               | 2                    |
| Жінки    | 61      | 16                 | 33               | 12                   |
| Разом    | 113     | 26                 | 73               | 14                   |